# Weasenham All Saints
Weasenham All Saints is een civil parish in het bestuurlijke gebied Breckland, in het Engelse graafschap Norfolk met 223 inwoners.